# Енергодар (станція)
Енергодар — тупикова залізнична станція Запорізької дирекції Придніпровської залізниці на неелектрифікованій лінії Каховське Море — Енергодар. Розташована в місті Енергодар Василівського району Запорізької області.

## Пасажирське сполучення
До повномасштабного російського вторгнення в Україну пасажирське сполучення здійснювалося щоденно приміськими поїздами сполученням:
- 6801/6802 Енергодар — Запоріжжя;
- 6809/6810 Запоріжжя — Енергодар.

До 17 березня 2020 року курсували дві пари приміських поїздів, які були скасовані через розповсюдження захворювань на COVID-19. З 19 серпня 2021 року, через послаблення карантинних обмежень, відновлена лише одна пара приміського поїзда.